# New York Avenue Presbyterian Church
La New York Avenue Presbyterian Church est une église protestante situé  à Washington, aux États-Unis. La paroisse est membre de l'Église presbytérienne (USA).

## Histoire
Elle est fondée en 1803 par des membres covenantaires de l'Église d'Écosse, réformés presbytériens, qui se séparent de l'organisation britannique après la Guerre d'indépendance des États-Unis. Le premier pasteur est James Laurie. En 1824, la paroisse rejoint l'Église presbytérienne aux États-Unis d'Amérique. 
De nombreux Président des États-Unis assistent aux célébrations, dont John Quincy Adams, membre du conseil presbytéral, Andrew Jackson, Abraham Lincoln, William Henry Harrison, James K. Polk, Franklin Pierce, James Buchanan, Andrew Johnson, Benjamin Harrison, Dwight D. Eisenhower, et Richard Nixon. 